# Montigny-les-Monts
Montigny-les-Monts és un municipi francès situat al departament de l'Aube i a la regió del Gran Est. L'any 2007 tenia 267 habitants.

## Demografia

### Població
El 2007 la població de fet de Montigny-les-Monts era de 267 persones. Hi havia 105 famílies de les quals 18 eren unipersonals (9 homes vivint sols i 9 dones vivint soles), 48 parelles sense fills i 39 parelles amb fills.
La població ha evolucionat segons el següent gràfic:
Habitants censats

### Habitatges
El 2007 hi havia 131 habitatges, 105 eren l'habitatge principal de la família, 22 eren segones residències i 4 estaven desocupats. Tots els 129 habitatges eren cases. Dels 105 habitatges principals, 89 estaven ocupats pels seus propietaris, 12 estaven llogats i ocupats pels llogaters i 4 estaven cedits a títol gratuït; 1 tenia una cambra, 3 en tenien dues, 10 en tenien tres, 16 en tenien quatre i 75 en tenien cinc o més. 69 habitatges disposaven pel capbaix d'una plaça de pàrquing. A 34 habitatges hi havia un automòbil i a 62 n'hi havia dos o més.

### Piràmide de població
La piràmide de població per edats i sexe el 2009 era:
| Homes | Edats   | Dones |
| ----- | ------- | ----- |
| 4     | 95 o +  | 0     |
| 0     | 90 a 94 | 0     |
| 4     | 85 a 89 | 12    |
| 0     | 80 a 84 | 0     |
| 4     | 75 a 79 | 0     |
| 4     | 70 a 74 | 4     |
| 12    | 65 a 69 | 12    |
| 4     | 60 a 64 | 8     |
| 4     | 55 a 59 | 4     |
| 0     | 50 a 54 | 4     |
| 4     | 45 a 49 | 4     |
| 12    | 40 a 44 | 12    |
| 12    | 35 a 39 | 8     |
| 8     | 30 a 34 | 16    |
| 0     | 25 a 29 | 0     |
| 4     | 20 a 24 | 0     |
| 8     | 15 a 19 | 0     |
| 4     | 10 a 14 | 8     |
| 4     | 5 a 9   | 4     |
| 4     | 0 a 4   | 16    |

## Economia
El 2007 la població en edat de treballar era de 156 persones, 122 eren actives i 34 eren inactives. De les 122 persones actives 113 estaven ocupades (62 homes i 51 dones) i 9 estaven aturades (5 homes i 4 dones). De les 34 persones inactives 17 estaven jubilades, 5 estaven estudiant i 12 estaven classificades com a «altres inactius».

### Ingressos
El 2009 a Montigny-les-Monts hi havia 100 unitats fiscals que integraven 270 persones, la mediana anual d'ingressos fiscals per persona era de 17.593,5 €.

### Activitats econòmiques
Dels 8 establiments que hi havia el 2007, 1 era d'una empresa de construcció, 3 d'empreses de comerç i reparació d'automòbils, 1 d'una empresa d'hostatgeria i restauració, 1 d'una empresa de serveis, 1 d'una entitat de l'administració pública i 1 d'una empresa classificada com a «altres activitats de serveis».
Dels 2 establiments de servei als particulars que hi havia el 2009, 1 era un taller de reparació d'automòbils i de material agrícola i 1 paleta.
L'any 2000 a Montigny-les-Monts hi havia 13 explotacions agrícoles que ocupaven un total de 581 hectàrees.

## Equipaments sanitaris i escolars
El 2009 hi havia una escola elemental integrada dins d'un grup escolar amb les comunes properes formant una escola dispersa.

## Poblacions més properes
El següent diagrama mostra les poblacions més properes.